# Contea di Offaly
Offaly (Contae Uíbh Fhailí in gaelico) è una delle trentadue contee dell'Irlanda. Senz'altro una delle più centrali, fa parte della Repubblica d'Irlanda e della provincia del Leinster, confinando con Galway, Roscommon, Westmeath, Meath, Kildare, Laois e Tipperary. La county town è Tullamore.

## Toponomastica
Dalla sua creazione fino all'indipendenza irlandese, l'Offaly si chiamava in realtà King's County ("Contea del Re"). Come per altri toponimi dopo l'indipendenza si è scelto un nome relativo alla storia gaelica dell'isola. Offaly non è altro che un riferimento anglicizzato all'antico Regno di Uí Failghe, che comprendeva interamente l'attuale territorio della contea.

## Araldica civica
Lo stemma attuale della contea fu adottato il 31 agosto 1983.
I colori utilizzati - verde, bianco e oro - riflettono senza dubbio quelli sportivi della contea. Il leone dorato rappresenta gli Ui Failbhe, le popolazioni Laigin dalle quali la contea ha preso il nome attuale. Questo simbolo tradizione degli Ui Failbhe è stato mantenuto peraltro nello stemma ufficiale della famiglia O'Connor. La croce posta sopra il leone richiama il Book of Durrow, oggi conservato nella libreria del Trinity College di Dublino. La parte nera a punta rappresenta invece un ambiente tipico della contea, la torbiera, sormontata da quello che è considerato il fiore rappresentativo, la Andromeda polifolia ("rosmarino della torba").
Il motto "Esto Fidelis" è suggerito da uno dei nomignoli della contea di Offaly - la Faithful County ("contea fedele"). Significa, dal latino: "Sii fedele" (alla contea e alle sue tradizioni).
La bandiera sportiva è costituita da un tricolore verde, bianco e oro (unico caso insieme a Carlow di bandiera con tre colori). Per evitare confusioni con la bandiera nazionale, talvolta per errore tra l'altro rappresentata come un tricolore verde, bianco e oro piuttosto che arancio, non è raro vedere bandiere della contea tripartite orizzontale.
| Bandiera coi colori della contea                   |                                                           |
| Bandiera coi colori sportivi e culturali di Offaly | Bandiera disposta coi colori orizzontali, molto frequente |

## Geografia fisica
Tullamore è la county town (capoluogo) della contea oltre che l'insediamento più grande, il trentesimo per estensione nella nazione. La contea di Offaly confina con ben sette contee, superata in Irlanda soltanto dal Tipperary che confina con otto. Le contee confinanti sono Galway, Roscommon, Tipperary, Laois, Westmeath, Kildare e Meath.

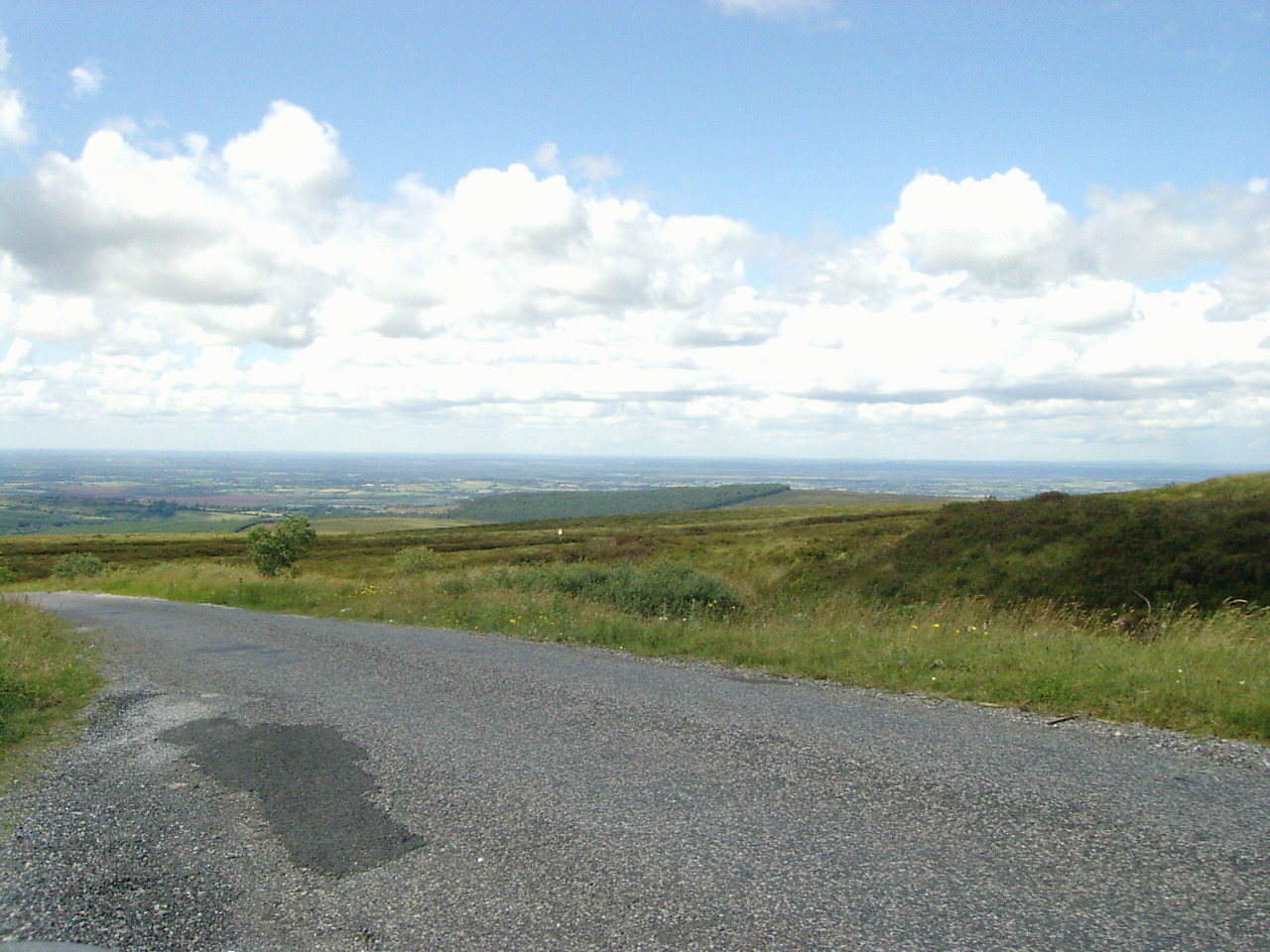
Il panorama tipico di Offaly dagli Slieve Bloom

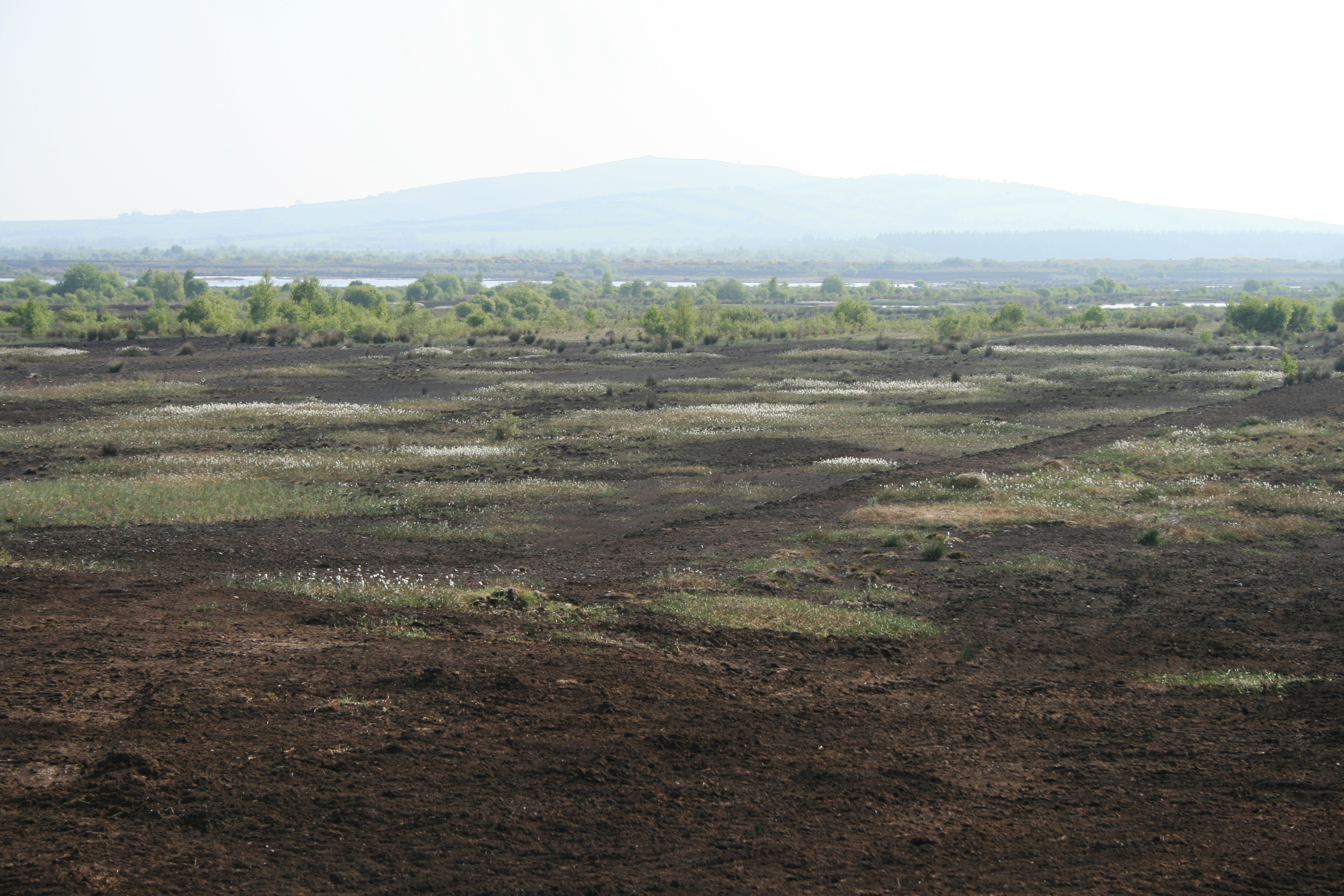
La palude di Allen e in lontananza Croghan Hill

I rilievi maggiori sono i monti Slieve Bloom nella zona meridionale del territorio, al confine con Laois. La cima più alta è l'Arderin (Ard Éireann in irlandese), alto 527 metri. Altre cime di rilievo sono la Stillbrook Hill e la Wolftrap Mountain, rispettivamente seconda e terza altura più alta. La bassa altitudine dei rilievi di Offaly la pone come ventiquattresima contea d'Irlanda per altezza. 
Croghan Hill è un'altra altura nota, non tanto per l'altitudine, quanto per il fatto che spicca innalzandosi dalla palude di Allen, nel nord dell'Offaly. Sebbene alto solo 234 metri, il colle è ben noto per le sue ampie vedute sulle aree circostanti.
Nell'area nord-occidentale della contea è presente parte della piana alluvionale dello Shannon, il fiume più lungo d'Irlanda. Un altro fiume importante è il Camcor che scorre attraverso Birr ed è una Wild Trout Conservation Area. Il Brosna scorre nella contea dal Lough Owel nel Westmeath fino a Shannon Harbour. Il Silver River bagna diversi villaggi del sud prima di confluire nel Brosna vicino Ferbane. Il celebre Grand Canal anche, infine, percorre il territorio della contea da Edenderry nell'area nord-orientale fino a Shannon Harbour prima di confluire nello Shannon. La contea contiene molti piccoli laghi, tra i quali meritano menzione il Lake Boora ed il Pallas Lake, tra i quali vi sono ulteriori piccoli laghi e 42 ettari di palude. C'è un elevato numero di esker nel paesaggio della contea, tra cui il noto Esker Riada.
Il paesaggio di Offaly è per gran parte pianeggiante ed è ben noto per le sue vaste estensioni di brughiere e paludi, non per ultima la famosa ed estesa palude di Allen, ma anche la Clara bog, la Boora bog e la Raheenmore Bog che si estendono per gran parte del territorio. La palude di Allen si estende anche per altre ulteriori quattro contee. L'area paludosa e di brughiera è vasta circa 42.000, il 21% circa di tutto il territorio della contea.
Offaly contiene approssimativamente 9000 acri di foreste e boschi, soltanto il 4.5% del territorio complessivo: le maggiori sono sugli Slieve Blooms e nei parchi del Lough Boora. Circa il 75% delle aree boschive sono popolate da conifere.

## Storia
Originariamente l'attuale contea era il Regno di Uí Failghe, e fu costituita nel 1556 da Maria I d'Inghilterra come una delle Piantagioni dell'Irlanda: fu originariamente chiamata King's County (Contea del Re), similarmente al Laois, in onore di Filippo II di Spagna. Il centro principale e amministrativo fino al XVIII secolo fu Daingean.

## Cultura
Località principali e culturali sono senz'altro Birr e il suo antico e raffinato castello, e la celebre Clonmacnoise, dove giacciono i resti e le rovine di un antichissimo e importante monastero.

## Geografia antropica
Offaly è la diciottesima contea d'Irlanda per estensione tra quelle tradizionali e 24ª in termini di popolazione. Nella sua provincia è la più ampia delle dodici contee, ma soltanto decima (terzultima) per popolazione. Nel contesto delle Midlands è seconda per area e per popolazione.

### Città e villaggi
La città principale e county town è Tullamore; gli altri centri degni di nota sono:
- Ballinagar
- Ballyboy
- Ballycumber
- Banagher
- Belmont
- Birr
- Cadamstown
- Clara
- Clareen
- Cloghan
- Clonygowan
- Clonbullogue
- Clonmacnoise
- Coolderry
- Crinkill
- Croghan
- Daingean
- Dunkerrin
- Edenderry
- Ferbane
- Geashill
- Highstreet[3]
- Horseleap
- Kilcormac
- Killeigh
- Killoughey
- Kinnitty
- Moneygall
- Mountbolus
- Mucklagh
- Portarlington
- Rahan
- Rath
- Rhode
- Shannonbridge
- Shannon Harbour
- Shinrone
- Tullamore
- Tubber
- Walsh Island

### Baronie

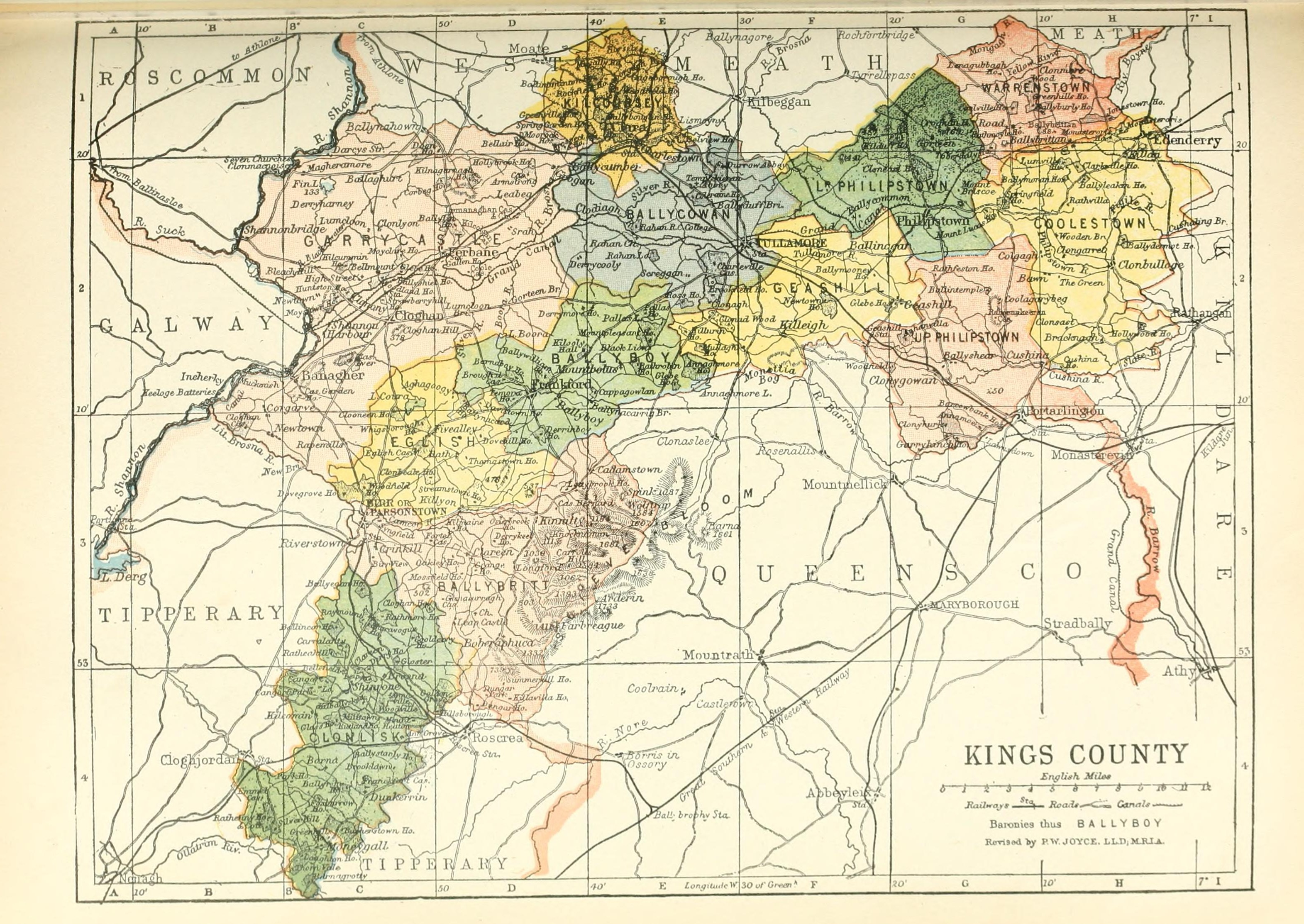
Baronies of Offaly

Le baronie storiche di Offaly sono:
- Ballyboy
- Ballybrit
- Ballycowen
- Clonlisk
- Coolestown
- Eglish
- Garrycastle
- Geashill
- Kilcoursey
- Lower Philipstown
- Upper Philipstown
- Warrenstown